# Ústav informací a prognóz školství, mládeže a tělovýchovy SR

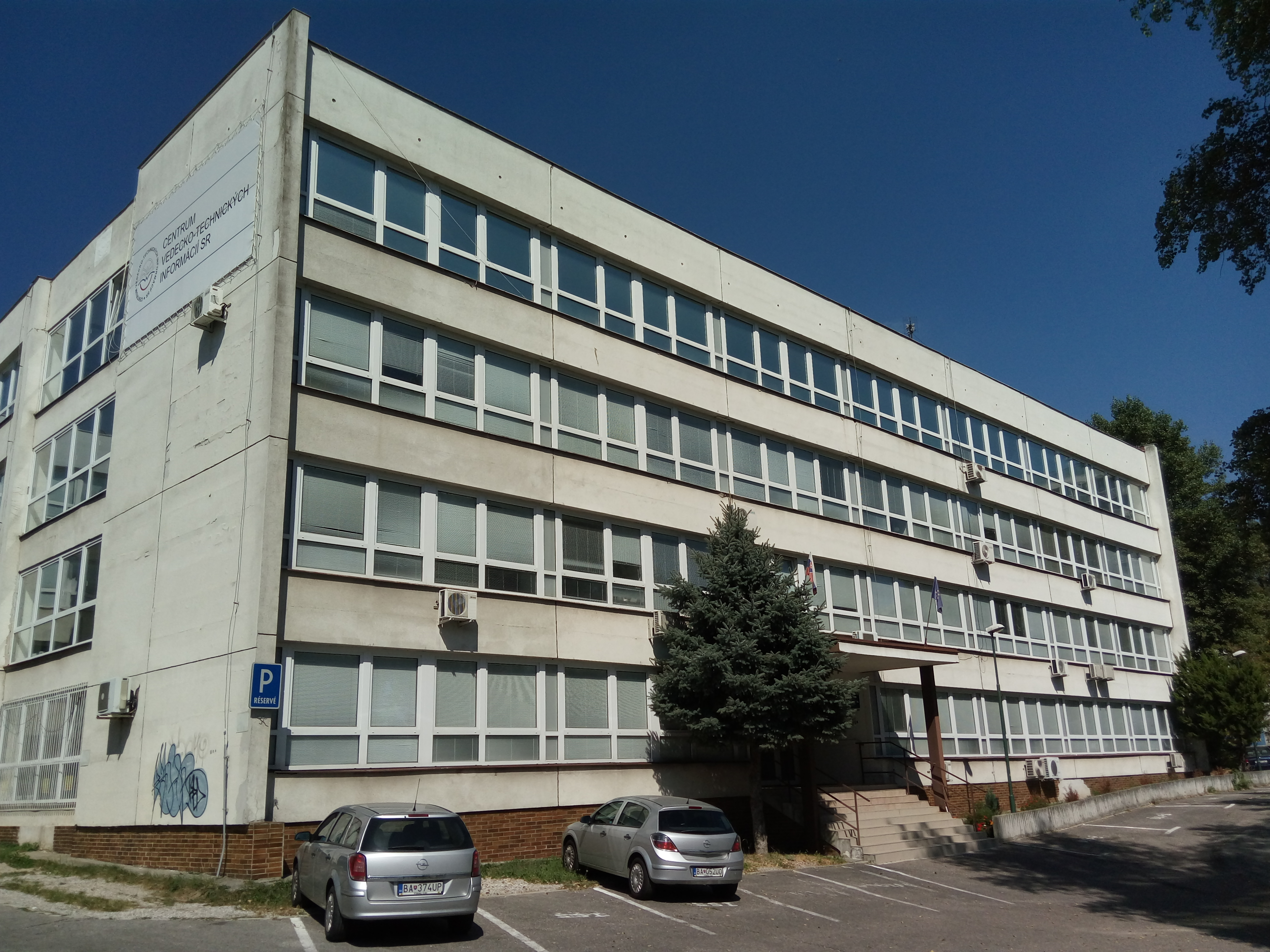
Budova na „Starých gruntoch“

Ústav informací a prognóz školství, mládeže a tělovýchovy SR nebo ÚIPŠ je státní rozpočtová organizace podřízená Ministerstvu školství SR, sídlící v Mlynské dolině.
Pod jeho správu spadá i Muzeum školství a pedagogiky v Hálově ulici 16 v Bratislavě a Muzeum speciálního školství v Levoči.